# Пигулевский, Владимир Васильевич
Владимир Васильевич Пигулевский  (бел. Уладзімір Пігулеўскі, латыш. Vladimirs Piguļevskis; 9 марта или 10 марта 1889 года — 17 июня 1958 года) — белорусский и латвийский педагог, политик, драматург, представитель белорусского национального меньшинства Латвии.

## Биография
Родился в губернском городе Гродно, в семье коллежского секретаря. Вскоре Пигулевские переехали в Минск, где в 1907 году Владимир окончил Минскую мужскую классическую гимназию. В 1912 году окончил историко-филологический факультет Императорского Санкт-Петербургского университета. В том же году призван на службу, во время Первой мировой войны служил в артиллерии и авиации. Штабс-капитан Пигулевский сошёл с военной тропы в 1917 году, имея награды: Орден Святой Анны 4-й, 3-й степени и Орден Святого Станислава 3-й, 2-й степени.
После краткое время находился в польской тюрьме, тяжело болел, был при смерти. Присоединился к ожившему во время Февральской революции белорусскому национальному движению, поддержал проект Белорусской Народной Республики. Был дипломатическим курьером в правительстве БНР Ластовского, участвовал в работе белорусских культурных организаций в Риге (1920—1921; «Бацькаўшчына» при Военно-дипломатической миссии БНР). Жил в Минске, Вильно, Ковно. В 1922 году, приглашённый Иваном Красковским, тогдашним директором белорусской гимназии в Двинске (Даугавпилсе), Пигулевский возвращается в Латвию и начинает работать в упомянутой гимназии.
Весной 1924 года становится директором белорусской гимназии в Люцине (Лудзе). В 1925 году, в результате сфабрикованного «белорусского дела», которому предшествовал арест, Пигулевский отстранён от учительства. (Белорусских учителей обвиняли в сношениях с Белорусской ССР и намерениях включить Латгалию в её состав, подсудимые были оправданы.) Некоторые белорусские деятели высланы из Латвии, часть белорусских средних школ, в том числе гимназия в Люцине, закрыты. Бывший директор переезжает в Ригу, работает в кооперативном банке.
В 1926 году участвует в Академической конференции по реформе белорусского правописания. Конференция была организована Инбелкультом в советском Минске, из Латвии прибыли также Эрнест Блесе, Константин Езовитов и симпатизирующий белорусскому движению Райнис. Руководит белорусским отделом Министерства просвещения Латвии (в 1927—1934 гг.) Депутат Третьего Сейма (1928—1931) от Латвийской социал-демократической рабочей партии (вступил в партию в 1924 г.) от Латгальского округа. После переворота 1934 года был заключённым Лиепайского концлагеря.
После освобождения занимается журналистикой. В 1940—1941 гг. инспектор Министерства образования (Народного комиссариата просвещения) Латвийской ССР. В начале ВОВ переправлял в тыл детей из пионерских лагерей Латгалии. Эвакуирован, работал директором средней школы и инспектором РОНО (Саратовская область), воспитателем в детском доме (Менгеры, Татарстан).
После войны жил в Риге, преподавал в мореходном училище, педагогическом училище, учительском институте. В 1950 году вышел на пенсию. Член СП СССР (1957).
Скончался 17 июня 1958 года в Риге. Похоронен на кладбище Райниса.
В 1959 году Владимир Васильевич посмертно награждён почётной грамотой Верховного Совета БССР, которую получила его жена Ольга.

## Творчество
Переводил на белорусский язык с латышского и чешского (Рудольф Блауманис, Райнис, Андрей Упит, Вилис Лацис, Анна Саксе, Эрнест Бирзниек-Упит), на русский с латышского (Райнис), на латышский с белорусского (Янка Купала).
Печататься начал в 1924 году: в прессе Западной Белоруссии его полемические очерки «Пісьмы з Латвіі» опубликованы под псевдонимом Гуль. В том же году перевёл пьесу Блауманиса «Блудный сын», поставленную учениками Люцинской белорусской гимназии. Написал несколько пьес для школьного театра («Гидра», «Хомут», «В трамвае», «Вечар пад Каляды»).
Пьеса Янки Купалы «Павлинка» поставлена (1949 год) на сцене Латвийского государственного театра им. Райниса в переводе Пигулевского. В 1957 году на сцене Русского театра — Райнисова пьеса «Любовь сильнее смерти».